# Claudine Mendy
Claudine Mendy (ur. 8 stycznia 1990 w Mantes-la-Jolie), francuska piłkarka ręczna, reprezentantka kraju, grająca na pozycji lewej rozgrywającej.
Dwukrotnie zdobyła wicemistrzostwo Świata w 2009 oraz 2011 r.

## Sukcesy

### reprezentacyjne
- Mistrzostwa Świata:
  -  2009, 2011

### klubowe
- Mistrzostwa Francji:
  -  2011